# Аблатуйське сільське поселення
Аблатуйське сільське поселення (рос. Аблатуйское сельское поселение) — сільське поселення у складі Ульотівського району Забайкальського краю Росії.
Адміністративний центр — село Аблатуйський Бор.

## Історія
Станом на 2002 рік існував Доронінський сільський округ (села Аблатуйський Бор, Аблатукан, Доронінське). Пізніше села Аблатуйський бор та Аблатукан були виокремлені в Аблатуйське сільське поселення.

## Населення
Населення сільського поселення становить 636 осіб (2019; 681 у 2010, 858 у 2002).

## Склад
До складу сільського поселення входять:
| Населений пункт        | Населення, осіб (2002) | Населення, осіб (2010) |
| ---------------------- | ---------------------- | ---------------------- |
| Аблатуйський Бор, село | 672                    | 547                    |
| Аблатукан, село        | 186                    | 134                    |